# 茹拉維奇
50°59′3″N 25°42′42″E / 50.98417°N 25.71167°E
茹拉維奇（Журавичі）是烏克蘭的村落，位於該國西部沃倫州，由盧茨克區負責管轄，始建於1570年，面積2.95平方公里，海拔高度189米，2020年人口▼1,049，人口密度每平方公里443.13人。